# Pfarrkirche Tulln-St. Severin

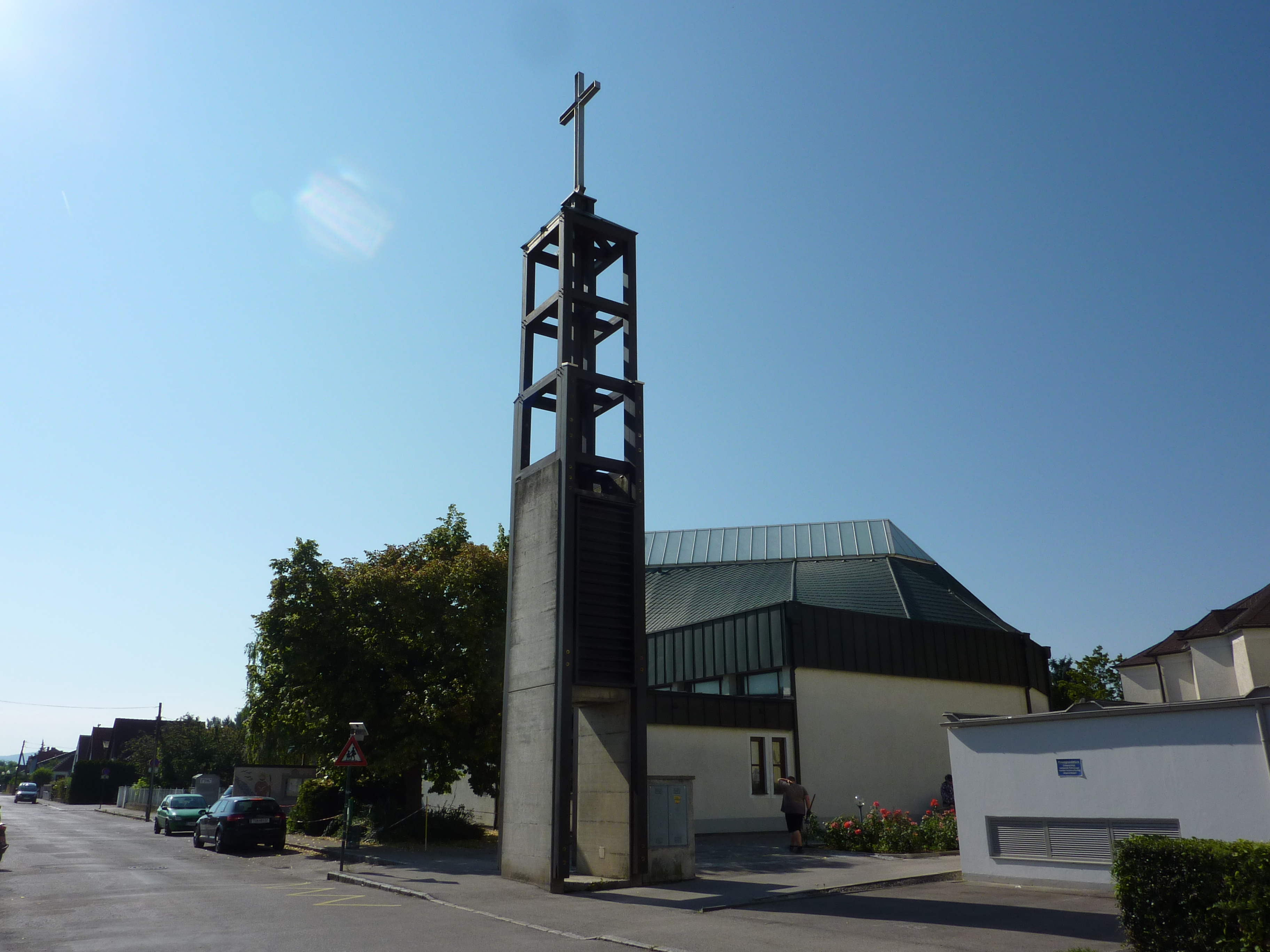
Katholische Pfarrkirche hl. Severin in Tulln an der Donau

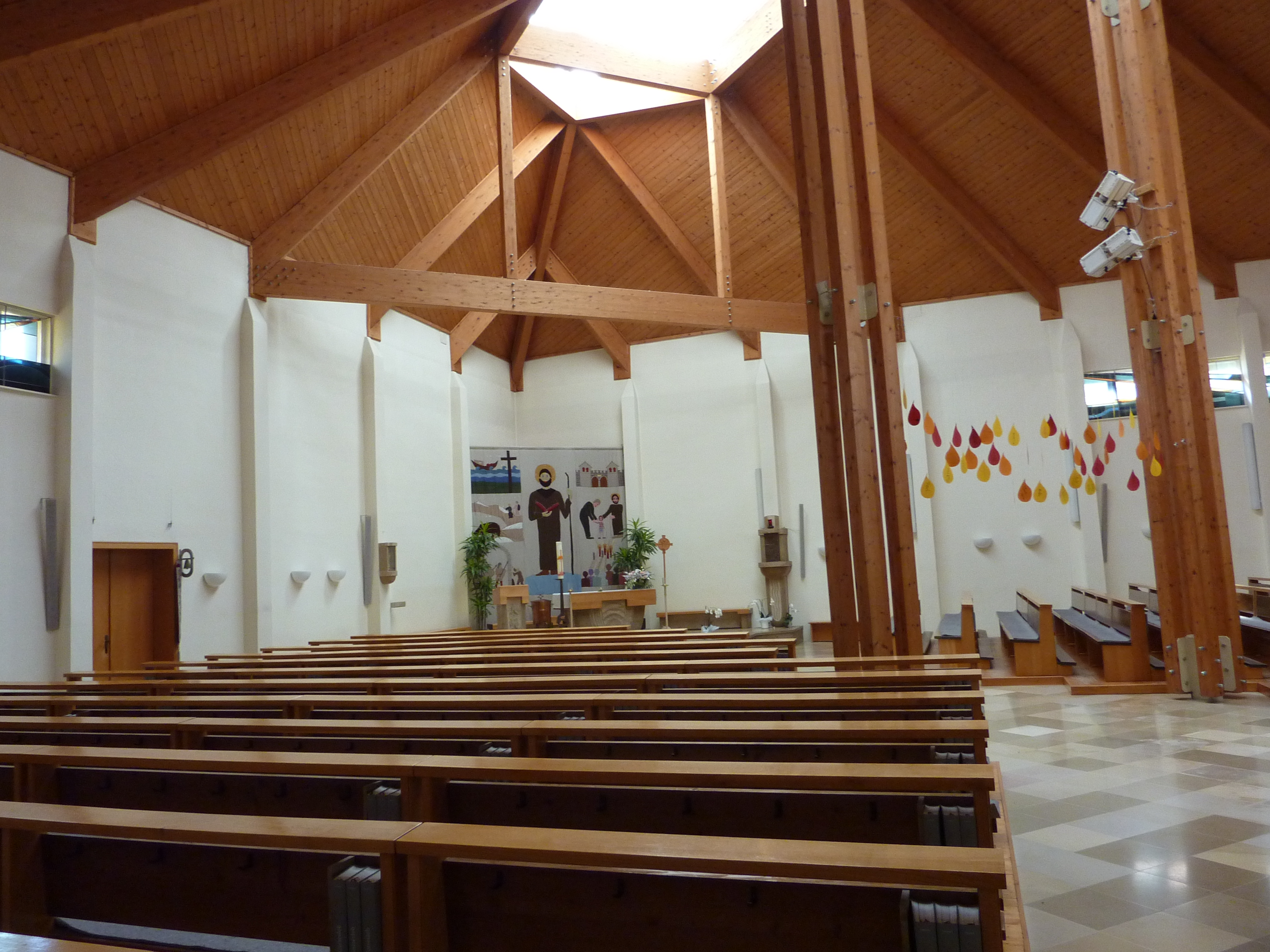
Innenraum der Pfarrkirche

Die Pfarrkirche Tulln-St. Severin steht in der Anton-Bruckner-Straße Nr. 12 in der Stadtgemeinde Tulln an der Donau im Bezirk Tulln in Niederösterreich. Die auf den heiligen Severin von Noricum geweihte römisch-katholische Pfarrkirche gehört zum Dekanat Tulln in der Diözese St. Pölten.

## Geschichte
Die Kirche wurde 1972 nach den Plänen des Architekten Rudolf Sigmund erbaut. Die Kirche wurde 1982 zur Pfarrkirche erhoben. 1988 bis 1990 erfolgte ein Umbau und Neubau zu einem Seelsorgezentrum; 2001 wurde der Glockenturm neu gestaltet.

## Architektur
Der moderne Kirchenbau hat einen quadratischen Grundriss mit einer abgeschrägten Ecke mit schmalen Fensterbändern und einem diagonal angeordneten Walmdach umgeben von ein- und zweigeschoßigen Gebäuden des Seelsorgezentrums, durch offene überdachte Gänge miteinander verbunden. Der Glockenträger steht frei.
Das Kircheninnere zeigt sich durch einen quadratischen Kirchenraum mit einer diagonal angelegten Hauptachse Altar zur Orgel und einem offenen Dachstuhl mit der Lichtführung durch den verglasten Firstbereich. Die figurale und abstrakte Glasmalerei schuf der Glasmaler Kurt Czernia.

## Ausstattung
Die Einrichtung großteils aus der Bauzeit schuf der Bildhauer Josef Weinbub 1972, die hölzernen Kreuzwegreliefs 1978 und das Bronzeportal 1998.
Die Orgel der Orgelbaufirma Walcker ist aus 1992.